# Fabula palliata

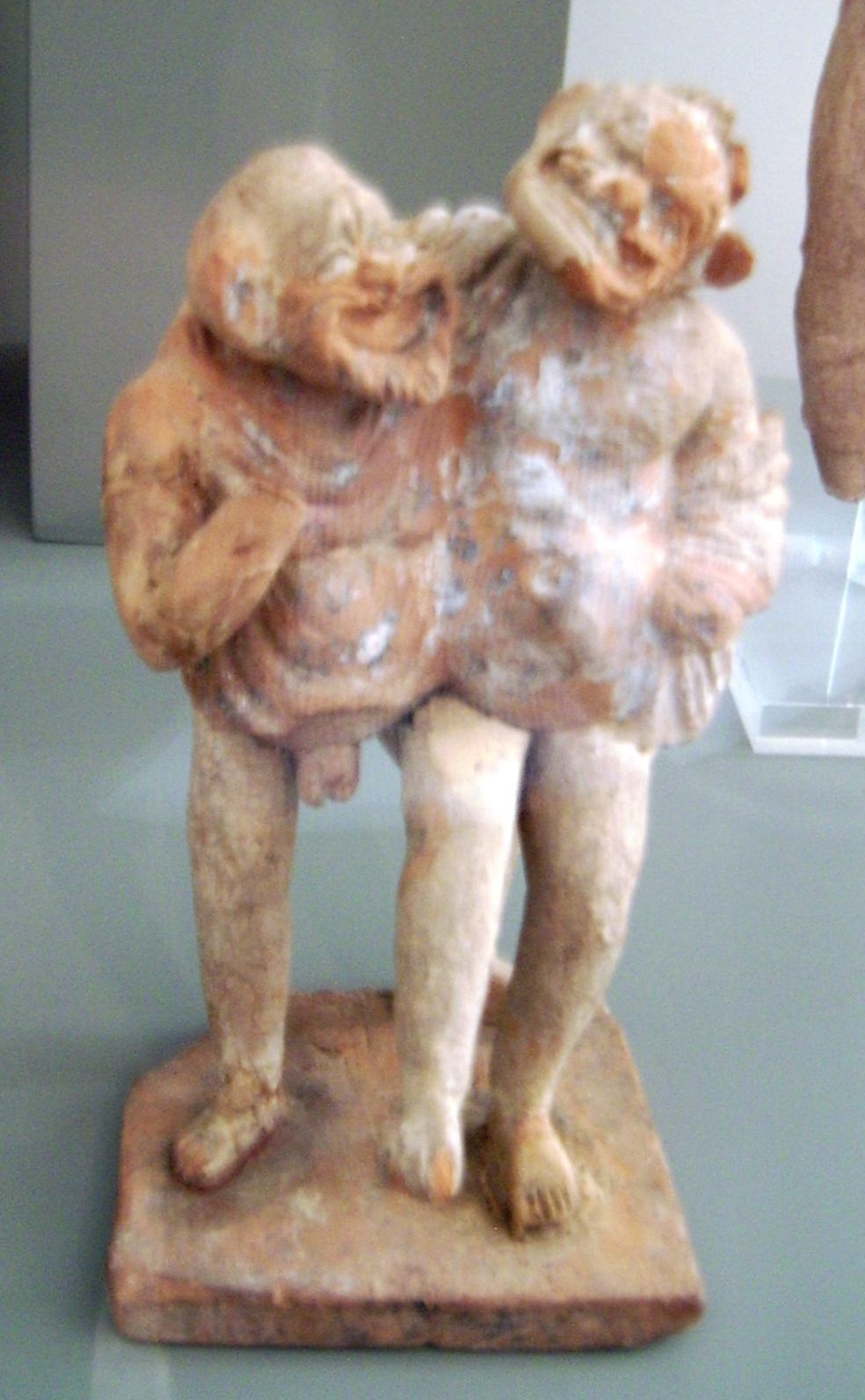
Representació de dos actors amb màscares i pallia penjant a les espatlles

Fabula palliata és la denominació que els romans van donar a un tipus de comèdia que reelaborava en llatí els temes i personatges de la nova comèdia grega (contaminatio), el representant més cèlebre de la qual havia estat Menandre. Es contraposava a la fabula togata, de creació romana.
El terme s'explica pel fet que el pallium era una petita capa que habitualment duien els actors que interpretaven aquest tipus d'obres, imitant l'himation que feien servir els actors grecs. El fet d'usar una roba estrangera donava un aire exòtic a les representacions. En un principi els actors no portaven màscares, contra el costum de la comèdia romana, cosa que feia encara més exòtica la representació. Fins al temps de Terenci (segle ii aC) no es van usar les màscares, i abans les caracteritzacions es feien amb perruques.
Els representants més importants d'aquest gènere van ser Plaute i Terenci, i és la única versió de comèdia romana que conservem, perquè de la togata no es conserva res que no siguin fragments.